# Bluebonnet

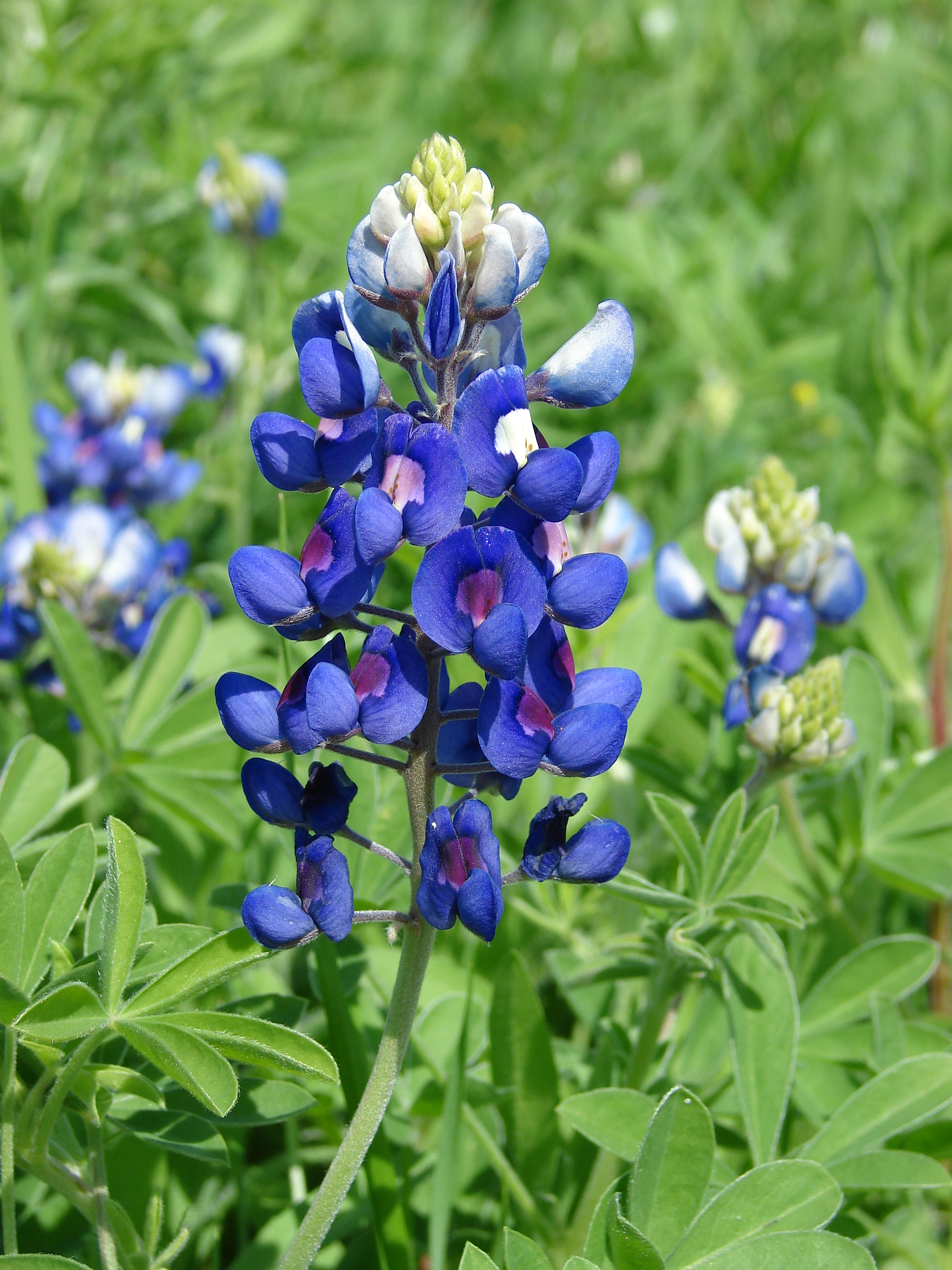
Bluebonnet (Lupinus texensis), Texas.

Bluebonnet est le nom donné en américain à diverses espèces à fleurs pourpres du genre Lupinus, qui se rencontrent principalement dans le sud-ouest des États-Unis. Ce terme désigne collectivement la  fleur officielle de l'État du Texas. La forme des pétales de ces fleurs ressemble au bonnet que portaient les femmes pionnières américaines pour se protéger du soleil.

## Liste des espèces
Espèces de lupins souvent appelées « bluebonnets :
- Lupinus argenteus, lupin argenté,
- Lupinus concinnus,
- Lupinus havardii,
- Lupinus plattensis, lupin du Nebraska,
- Lupinus subcarnosus,
- Lupinus texensis, lupin du Texas.

## Histoire
Le 7 mars 1901, la seule espèce de lupin reconnue comme « fleur officielle » de l'État du Texas était Lupinus subcarnosus, Cependant, Lupinus texensis est apparue comme la fleur favorite de la plupart des Texans. Aussi, en 1971, la législature du Texas a choisi de reconnaître comme « fleur du Texas » n'importe quelle espèce  similaire de « Lupinus » qui pourrait se rencontrer au Texas,
Dans le prolongement des efforts déployés par Lady Bird Johnson pour embellir les autoroutes aux États-Unis (cf. Highway Beautification Act), elle a encouragé la plantation de plantes indigènes le long des autoroutes du Texas après son départ de la Maison-Blanche. La floraison des lupins est maintenant un spectacle courant le long de ces autoroutes au printemps. Elles servent de toile de fond populaire pour les familles qui se prennent en photo, et le ministère de la Sécurité publique a dû publier des recommandations de sécurité à l'attention des conducteurs qui empruntent ces autoroutes pour prendre des photos
.